# Niedere Tatra
Die Niedere Tatra (slowakisch Nízke Tatry) ist ein Gebirgszug des geologischen Fatra-Tatra-Gebiets in den Karpaten in der Slowakei. Sie liegt südwestlich gegenüber der Hohen Tatra.

## Name
Der Geologe Dionýs Štúr bezeichnete 1860 das Gebirge im Bezug zur nördlich gelegenen (Hohen) Tatra als „Niznje Tatri“ (in damaliger slowakischen Schreibweise), deutsch „Untere Tatra“. Dieser Begriff wurde 1863 von Ján Hunfalvy ins Ungarische fälschlicherweise als Alacsony-Tátra übersetzt, mit der Bedeutung „Niedere Tatra“. Von dort verbreitete sich diese Bezeichnung in weitere Sprachen und zurück ins Slowakische.

## Beschreibung
Das Gebirge besteht aus:
- Ďumbierske Tatry im Westen (nach dem Berg Ďumbier benannt)
- Kráľovohoľské Tatry im Osten (nach dem Berg Kráľova hoľa benannt)

Die westlich gelegene Berggruppe Starohorské vrchy bei Banská Bystrica und der sich nordöstlich bei Poprad erstreckende Höhenzug Kozie chrbty werden heute nicht mehr als zur Niederen Tatra gehörig, sondern als eigenständige Gebirge betrachtet.
Der Hauptkamm ist 95 Kilometer lang und erstreckt sich vorwiegend in west-östlicher Richtung. Weite Abschnitte dieses Kammes erheben sich über die (bei etwa 1.500 m befindliche) Baumgrenze; lediglich der niedrigere zentrale Abschnitt zwischen den Pässen Čertovica und Priehyba ist überwiegend bewaldet. Höchste Gipfel sind der Ďumbier mit 2043,4 m n.m. und der Chopok mit 2023,6 m n.m. Vom Hauptkamm aus ziehen lange Seitenkämme nach Norden; nach Süden fällt das Gebirge deutlich steiler ab. Lediglich im Gebiet des Ďumbier erreichen die Nord- und die Südausläufer des Hauptkammes etwa die gleiche Länge.
Die bekannteste Region des Gebirges ist das Demänovská dolina (Demänová-Tal) mit der gleichnamigen Ortschaft und dem Skigebiet von Jasná.
Die Niedere Tatra wird begrenzt

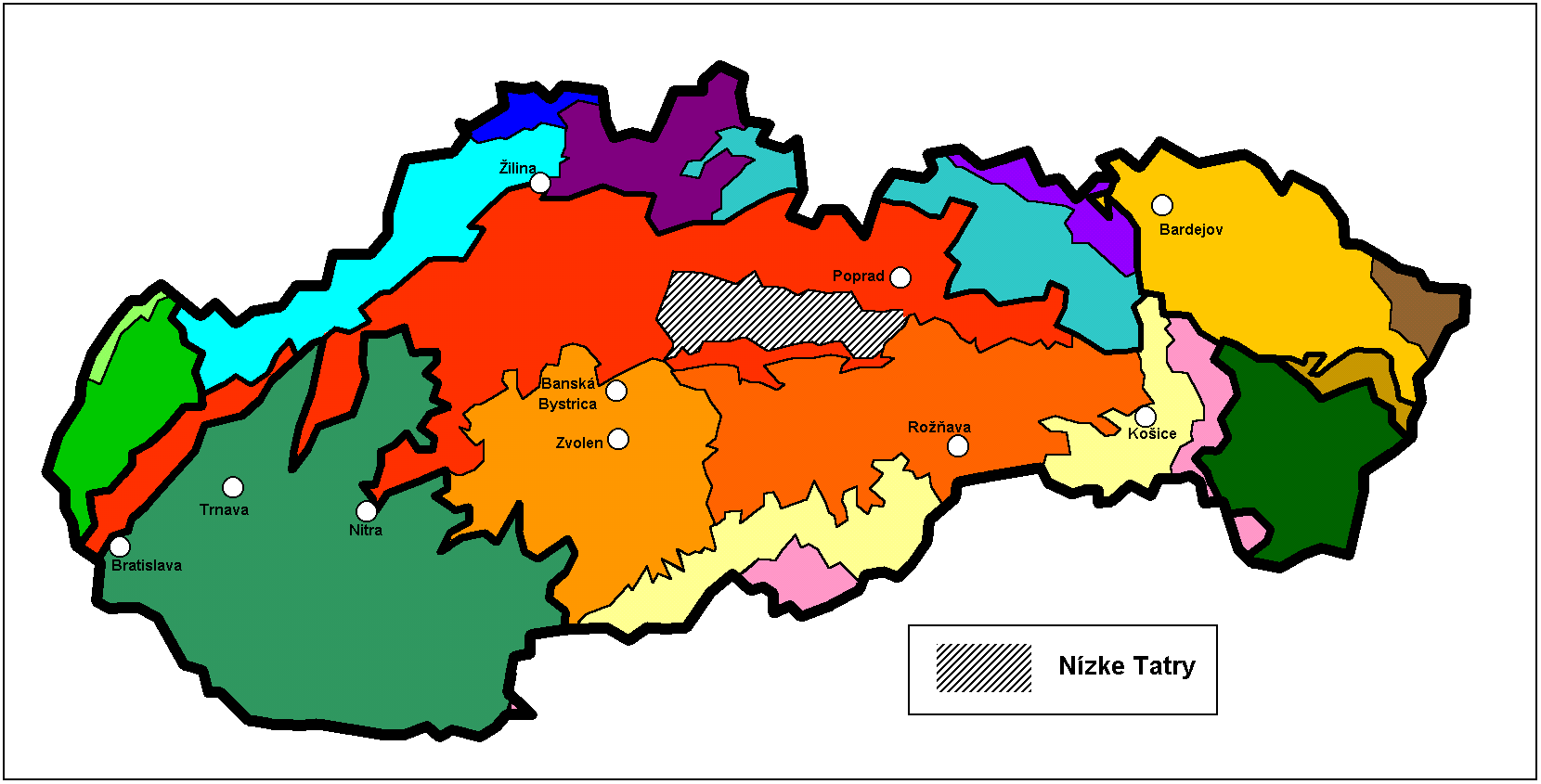
Die Niedere Tatra innerhalb der Geomorphologischen Einteilung der Slowakei

- im Norden vom Tal der Waag bzw. der Schwarzen Waag,
- im Nordosten von den Kozie chrbty,
- im Osten vom Slowakischen Paradies,
- im Süden vom Tal des Hron,
- im Südwesten von den Starohorské vrchy und
- im Nordwesten von der Veľká Fatra.

## Geologie

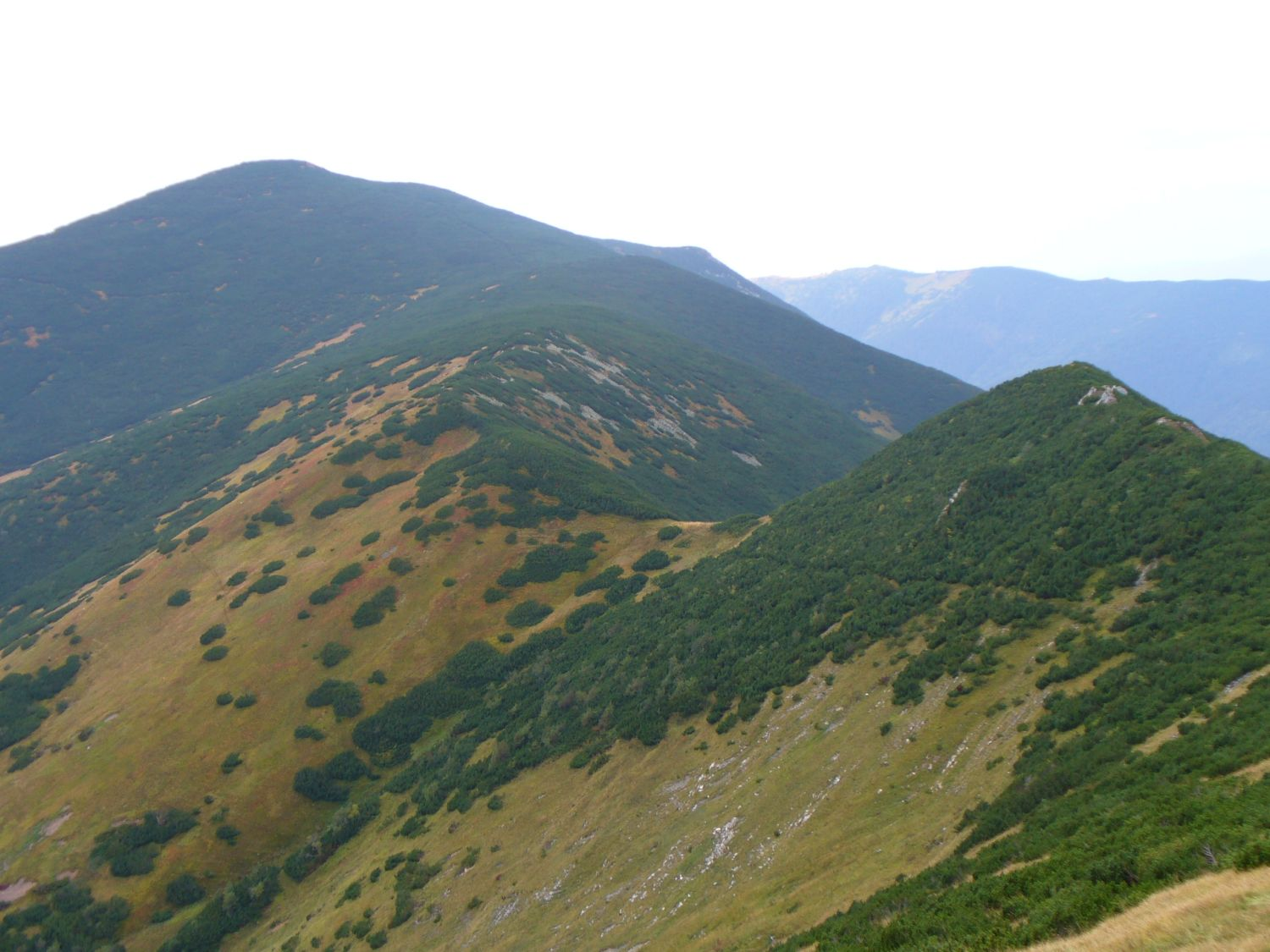
Hauptkamm der Niederen Tatra

Grob unterteilt bestehen der Hauptkamm und seine südlichen Seitenkämme aus kristallinem Gestein, wobei im Westen des Gebirges Granit, im Osten Gneis dominiert. Im Bereich der nördlichen Seitenkämme und Täler befindet sich ein ausgedehntes Höhlensystem, welches in Kalkstein und Dolomit des Trias liegt und von seiner geologischen Entwicklung her außerordentlich interessant ist.
Zwei der Höhlen sind der Öffentlichkeit zugänglich: Die Demänovská jaskyňa Slobody (Demänováer Tropfsteinhöhle, wörtlich: Höhle der Freiheit) und die Demänovská ľadová jaskyňa (Demänováer Eishöhle). Weitere bedeutende Karsthöhlen sind die Demänovská jaskyňa Mieru (Demänováer Friedenshöhle), die Bystrianska jaskyňa sowie die Jaskyňa mŕtvych netopierov (Höhle der toten Fledermäuse).
Insbesondere am Nordhang der Hauptkette sind in abgelegenen und schwierig erreichbaren Seitentälern noch Reste des mittelalterlichen Erzbergbaus (Gold, Silber- und Bleierze) zu finden.

## Flora und Fauna
Die Niedere Tatra ist – abgesehen von den höher gelegenen Arealen – dicht bewaldet, wobei auf der Nordseite Nadel-, auf der Südseite Mischwälder dominieren. In etwa 1.500 bis 1.800 m Höhe sind Latschenkiefern stark vertreten, in noch höher gelegenen Regionen das Borstgras. Die nördlichen, aus Kalkstein bestehenden Seitenkämme begünstigen das Vorkommen seltener, alpiner Pflanzenarten, u. a. des Alpenenzians.
Vorherrschende Wildarten sind Rehe, Wildschweine und Hirsche. In den dichten Wäldern leben auch heute noch zahlreiche Braunbären und Luchse. Oberhalb der Baumgrenze sind Gämsen und Murmeltiere anzutreffen. Durch die große Zahl von Höhlen leben im Gebirge viele Fledermaus-Arten.

## Bevölkerung
Die Niedere Tatra selbst ist sehr dünn besiedelt. Im Gebirge liegen nur wenige Orte, welche aufgrund ihrer Abgeschiedenheit oft noch sehr ursprünglich wirken, was sich sowohl an der Bauweise als auch im Brauchtum (Trachten) äußert (z. B. Liptovská Teplička, Liptovská Lúžna).
 Hier und in den zahlreichen Orten am Rande des Gebirges leben Slowaken und Roma. Die früher in einigen Gemeinden ansässige deutsche Minderheit (z. B. in Liptovský Mikuláš und in Brezno) wurde nach dem Zweiten Weltkrieg vertrieben.

## Wirtschaft und Tourismus
Wichtigster Wirtschaftszweig im Gebirge ist der Tourismus. Die Niedere Tatra ist ein hervorragendes Wandergebiet mit vielen schönen Aussichten. Nach Angaben der Verwaltung des Nationalparks gibt es im gesamten Nationalpark (inkl. Schutzzone) 840 km Wanderwege sowie 15 Lehrpfade. Der längste slowakische Fernwanderweg, der Cesta hrdinov SNP, verläuft über den gesamten Hauptkamm. Die wichtigsten Skizentren befinden sich im mittleren Teil beiderseits des Chopok und im Demänová-Tal (Jasná, Krpáčovo, Srdiečko, Tále), kleinere Skizentren befinden sich z. B. in Čertovica und Liptovská Teplička. Unterkünfte sind insgesamt in ausreichender Zahl – wenn auch nicht überall flächendeckend – vorhanden. Direkt am Hauptkamm befinden sich die bewirtschafteten Berghütten Chata generála Milana Rastislava Štefánika unterhalb des Ďumbier sowie die Kamenná chata pod Chopkom am Fuße des Chopok, dazu gibt es kleinere Schutzhütten und Notunterkünfte. Zelten ist nur an ausgewählten Stellen erlaubt.
Eine bedeutende Rolle spielen auch die Forst- und die Weidewirtschaft.

## Verkehr
Die Niedere Tatra ist verkehrstechnisch gut erschlossen. Im Norden verläuft die Bahnlinie Žilina–Košice, im Süden – d. h. im Tal des Hron (deutsch der Gran) – die Strecke Banská Bystrica–Červená Skala–Margecany. In praktisch alle Siedlungen – auch in die Touristenzentren – fahren regelmäßig Busse.
Parallel zur Bahnstrecke Žilina-Košice verläuft an der Waag die Autobahn D1 sowie die Cesta I. triedy 18, im Tal des Hron dagegen die Cesta I. triedy 66. Die Cesta I. triedy 72 verbindet über den Sattel Čertovica im Mittelteil Straßenzüge nördlich und südlich der Niederen Tatra miteinander. 

## Naturschutz

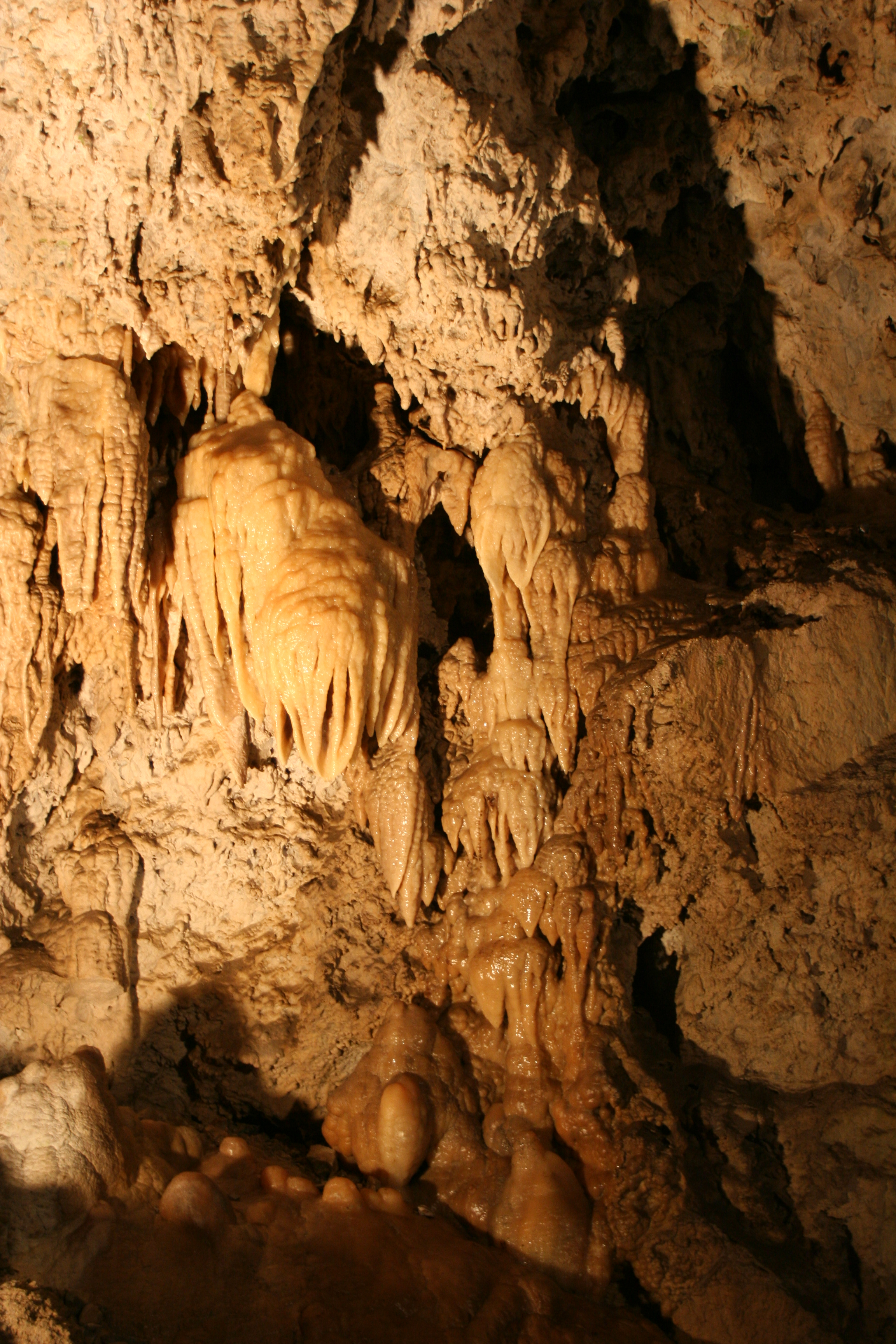
Demänováer Freiheitshöhle

Im Gebirge wurde 1978 der Nationalpark Niedere Tatra eingerichtet; seine Größe beträgt 123.990 ha. Darüber hinaus sind eine Reihe von Flächen unter besonderen Schutz gestellt worden:
- Prírodné rezervácie (PR, Naturreservate)

Baranovo (15,83 ha, seit 1993)
Barania hlava (13,41 ha, 2006)
Breznianska skalka (11,85 ha, 1981)
Horné lazy (34,29 ha, 1981)
Jelšie (26,10 ha, 1973)
Kozí chrbát (37,43 ha, 1993)
Mackov bok (3,75 ha, 1976)
Mačková (42,23 ha, 1993)
Martalúzka (154,82 ha, 1999)
Meandre Hrona (103,82 ha, 1980)
Sliačske travertíny (7,02 ha, 1983)
Štrosy (94,79 ha, 1999)
Vrchovisko pri Pohorel. Maši (26,62 ha, 1979)
- Národné prírodné rezervácie (NPR, Nationale Naturreservate)

Demänovská dolina (836,88 ha, seit 1973)
Ďumbier (2.043,76 ha, 1973)
Hnilecká jelšina (14,51 ha, 1988)
Jánska dolina (1.694,52 ha, 1933)
Ohnište (852,26 ha, 1973)
Pod Latiborskou hoľou (161,23 ha, 1964)
Príboj (10,96 ha, 1895)
Salatín (1.192,99 ha, 1982)
Skalka (2.659,81 ha, 1997)
Turková (30,95 ha, 1965)
- Prírodná pamiatka (PP, Naturdenkmale)

Ľupčiansky skalný hríb (2,13 ha, seit 1979)
Mašiansky balvan (1,28 ha, 1965)
Meandre Lúžňanky (2,00 ha, 1988)
Moštenické travertíny (1,71 ha, 1981)
- Národná prírodná pamiatka (NPP, Nationale Naturdenkmale)

Brankovský vodopád (27,71 ha, seit 1980)
Bystrianska jaskyňa (93,71 ha, 1972)
Demänovské jaskyne (680,17 ha, 1972)
Stanišovská jaskyňa (219,23 ha, 1972)
Vrbické pleso (24,71 ha, 1975)
- Chránený areál (CHA, Geschütztes Areal)

Bodický rybník (18,57 ha, seit 1952)
Revúca (3,91 ha, 2002)
Jakub (12,70 ha, 1999)
Brvnište (74,77 ha, 2007)

## Bedeutende Erhebungen
- Ďumbier, 2.043,4 m
- Štiavnica, 2.025,3 m
- Chopok, 2.023,6 m
- Dereše, 2.003,5 m
- Skalka, 1.980,1 m
- Chabenec, 1.955,0 m
- Kráľova hoľa, 1.946,1 m
- Kotliská, 1.936,9 m
- Krúpova hoľa, 1.927,5 m
- Zákľuky, 1.914,5 m
- Poľana, 1.889,7 m
- Bôr, 1887,6 m
- Konské, 1.882,3 m
- Stredná hoľa, 1.875,9 m
- Baňa, 1.859,1 m
- Žiarska hoľa, 1.840,5 m
- Orlová, 1.840,4 m
- Králička, 1.807,4 m
- Bartková, 1.790,2 m
- Veľký Gápeľ, 1,776,5 m
- Veľká Chochuľa, 1.753,2 m
- Krakova hoľa, 1.751,6 m
- Ďurková, 1.749,8 m
- Ludárova hoľa, 1731,6 m
- Veľký bok, 1.727,1 m
- Veľká Vápenica, 1.691,2 m
- Latiborská hoľa, 1.648,0 m
- Poludnica, 1.548,7 m
- Andrejcová, 1.519,5 m

## Einige Ortschaften im Gebirge und in der Umgebung
- Poprad (Deutschendorf)
- Liptovský Mikuláš (Liptau-Sankt-Nikolaus)
- Ružomberok (Rosenberg)
- Liptovský Hrádok
- Brezno (Bries)
- Jasná (bedeutender Skiort)
- Čertovica